# USS Abercrombie (DE-343)
USS Abercrombie (DE-343) là một tàu hộ tống khu trục lớp John C. Butler từng phục vụ cùng Hải quân Hoa Kỳ trong Chiến tranh Thế giới thứ hai. Nó là chiếc tàu chiến duy nhất của Hải quân Hoa Kỳ được đặt cái tên này, theo tên Thiếu úy Hải quân William Warner Abercrombie (1914–1942), phi công từng phục vụ cùng Liên đệi Ném ngư lôi VT-8 trên tàu sân bay Hornet (CV-8), đã tử trận vào ngày 4 tháng 6, 1942 trong trận Midway và được truy tặng Huân chương Chữ thập Hải quân. Nó đã phục vụ trong suốt Thế chiến II, được cho ngừng hoạt động sau khi xung đột chấm dứt vào năm 1946, rồi cuối cùng bị đánh chìm như một mục tiêu ngoài khơi California vào năm 1968. Abercrombie được tặng thưởng bốn Ngôi sao Chiến trận do thành tích phục vụ trong Thế Chiến II

## Thiết kế và chế tạo
Lớp John C. Butler được thiết kế nhằm đáp ứng nhu cầu một số lượng lớn nhưng rẻ tiền của một kiểu tàu hộ tống chống tàu ngầm để hộ tống các đoàn tàu vận tải vượt đại dương. Chúng có chiều dài chung 306 foot (93,3 m), mạn tàu rộng 36 foot 10 inch (11,2 m) và mớn nước 13 foot 4 inch (4,1 m), trọng lượng choán nước tiêu chuẩn 1.350 tấn Anh (1.372 t), và lên đến 1.745 tấn Anh (1.773 t) khi đầy tải, với một thủy thủ đoàn bao gồm 14 sĩ quan và 201 thủy thủ. Con tàu được vận hành bởi hai turbine hơi nước hộp số Westinghouse; hơi nước được cung cấp bởi hai nồi hơi "D" Express, tạo ra công suất 12.000 mã lực càng (8.900 kW) và cho phép đạt được tốc độ tối đa 24 hải lý trên giờ (44 km/h; 28 mph). Nó có tầm hoạt động 6.000 hải lý (11.000 km; 6.900 mi) ở tốc độ đường trường 12 hải lý trên giờ (22 km/h; 14 mph).
Dàn vũ khí chính bao gồm hai tháp pháo 5-inch/38 caliber đa dụng nòng đơn, được dẫn đường bởi hệ thống điều khiển hỏa lực Mark 51; vũ khí phòng không gồm hai khẩu đội Bofors 40 mm L/60 nòng đôi và mười khẩu Oerlikon 20 mm nòng đơn cũng được dẫn đường bởi hệ thống Mark 51. Ngoài ba ống phóng ngư lôi 21 inch (533 mm), vũ khí chống ngầm bao gồm hai đường ray thả mìn sâu, tám máy phóng mìn sâu K-gun cùng một dàn súng cối chống ngầm Hedgehog. Con tàu được trang bị sonar kiểu QC, radar dò tìm mặt biển SL và radar dò tìm không trung SA.
Abercrombie được đặt lườn tại xưởng tàu của hãng Consolidated Steel Corporation ở Orange, Texas vào ngày 8 tháng 11, 1943. Nó được hạ thủy vào ngày 14 tháng 1, 1944, được đỡ đầu bởi bà bà C. W. Abercrombie, mẹ của Thiếu úy Abercrombie, và được cho nhập biên chế cùng Hải quân Hoa Kỳ vào ngày 1 tháng 5, 1944 dưới quyền chỉ huy của Hạm trưởng, Thiếu tá Hải quân Bernard H. Katschinski.

## Lịch sử hoạt động

### 1944
Sau khi thử nghiệm thiết bị tại khu vực phụ cận Galveston, Texas và trong vịnh Mexico trong tháng 5, 1944, Abercrombie tiến hành chạy thử máy huấn luyện tại vùng biển Tây Ấn thuộc Anh vào cuối tháng 5 và đầu tháng 6, rồi đi đến Xưởng hải quân Boston vào ngày 25 tháng 6 để sửa chữa sau chạy thử máy. Nó khởi hành vào ngày 6 tháng 7, ghé qua đêm tại Norfolk, Virginia vào ngày 7-8 tháng 7 trước khi đi đến đảo Aruba ngoài khơi bờ biển Venezuela, nơi có các điểm trung chuyển nhà máy lọc dầu. Tại đây nó cùng tàu hộ tống khu trục chị em Walter C. Wann (DE-412) hộ tống các chiếc Chepachet (AO-78) và Salamonie (AO-26) tiến vào cảng vào chiều tối ngày 15 tháng 7, và sau khi các tàu chở dầu tiếp nhận dầu, họ lại hộ tống chúng đi sang vùng kênh đào Panama.
Trong hai tuần lễ tiếp theo Abercrombie hoạt động tuần tra và hộ tống vận tải tại vùng biển Caribe, rồi băng qua kênh đào vào ngày 1 tháng 8, tiếp tục hành trình hai ngày sau đó và đi đến San Diego vào ngày 11 tháng 8. Con tàu lại khởi hành vào ngày 22 tháng 8 để đi sang quần đảo Hawaii, đi đến Trân Châu Cảng một tuần sau đó. Nó hoạt động huấn luyện phối hợp cùng các tàu sân bay hộ tống tại khu vực phụ cận Oahu trong ba tuần, rồi lên đường vào ngày 19 tháng 9, hộ tống cho tàu chở quân General W. F. Hase (AP-146) đi sang đảo Manus thuộc quần đảo Admiralty, đi đến Seeadler Harbor vào ngày 30 tháng 9.
Sau khi ở lại Manus trong hai tuần, Abercrombie khởi hành vào ngày 14 tháng 10, tham gia thành phần bảo vệ cho một đội đặc nhiệm tàu sân bay hộ tống, có nhiệm vụ hỗ trợ gần cho cuộc đổ bộ lên đảo Leyte thuộc quần đảo Philippine. Nó đi đến điểm tập trung lực lượng đổ bộ tại Hollandia, New Guinea, rồi cùng hướng đến Philippines, đi đến vịnh Leyte vào ngày 20 tháng 10, ngay sau khi cuộc đổ bộ ban đầu vừa diễn ra. Nó tách khỏi lực lượng đổ bộ để tháp tùng bảo vệ các đơn vị tàu sân bay hộ tống đi đến khu vực hoạt động về phía Đông Philippines. Trong năm ngày tiếp theo con tàu phục vụ tuần tra chống tàu ngầm và phòng không trong khi máy bay của đơn vị hỗ trợ cho trận chiến trên bộ tại Leyte.
Mặc dù không trực tiếp tham gia vào Trận chiến ngoài khơi Samar, một phần của trận Hải chiến vịnh Leyte, vào sáng ngày 25 tháng 10; trong thành phần của Đơn vị Đặc nhiệm 77.4.2 và được biết đến theo mã gọi vô tuyến Taffy 2, Abercrombie đã hình thành nên một hàng rào bảo vệ giữa đội hình vòng tròn của các tàu sân bay hộ tống và lực lượng đối phương đang tiến đến gần. Trong khi đó các tàu sân bay liên tục tiếp nhận các máy bay chiến đấu quay trở về, tái vũ trang và tiếp nhiên liệu cho chúng và tiếp tục tung ra để hỗ trợ cho Taffy 3, tức Đơn vị Đặc nhiệm 77.4.3, lúc này đang bị các thiết giáp hạm và tàu tuần dương hạng nặng thuộc Lực lượng Trung tâm Nhật Bản dưới quyền Phó đô đốc Kurita Takeo tấn công.
Sau đó, Abercrombie quay trở lại nhiệm vụ hộ tống bảo vệ và canh phòng máy bay cho đến ngày 29 tháng 10. Nó lên đường quay trở về Manus đến nơi vào ngày 3 tháng 11 và ở lại cho đến gần hết tháng 11. Nó lên đường đi đến Bougainville ở phía Bắc quần đảo Solomon vào ngày 28 tháng 11, và thực hành đổ bộ tại khu vực mũi Torokina và tại vịnh Huon, New Guinea, rồi quay trở lại Manus cho những chuẩn bị cuối cùng trước khi tham gia vào cuộc đổ bộ lên Luzon, Philippines.
Lên đường vào ngày 27 tháng 12 cùng một lực lượng đổ bộ lớn tham gia Trận Luzon, Abercrombie phục vụ như là soái hạm của Đội đặc nhiệm 79.9, Đội Able trực thuộc Lực lượng Đặc nhiệm 79 dưới quyền Phó đô đốc Theodore S. Wilkinson. Đơn vị di chuyển đến vịnh Leyte rồi băng qua eo biển Surigao, đi ngang qua biển Mindanao và biển Sulu. Máy bay và tàu ngầm bỏ túi Nhật Bản bắt đầu quấy phá đoàn tàu đổ bộ, đánh chìm và gây hư hại cho một số tàu bè, nhưng phần lớn những kẻ tấn công đã bị những máy bay tuần tra chiến đấu trên không (CAP: Combat Air Patrol) ngăn chặn.

### 1945

#### Đổ bộ lên Luzon
Trong đêm 8-9 tháng 1, 1945, Abercrombie tiến vào vịnh Lingayen, và đến sáng hôm sau đã áp sát bờ để hoạt động như tàu kiểm soát đổ bộ, neo đậu cách bãi đổ bộ chính khoảng 4.500 yd (4.100 m) ngoài khơi thị trấn Lingayen, Pangasinan. Trước khi cuộc đổ bộ chính diễn ra, nó đã nổ súng nhắm vào một máy bay Kamikaze đang sắp bổ nhào xuống USS Columbia; bất chấp hỏa lực phòng không dày đặc của các tàu hộ tống, chiếc máy bay tấn công tự sát vẫn đâm trúng và gây hư hại cho chiếc tàu tuần dương hạng nhẹ. Sau khi sự kháng cự yếu ớt của đối phương trên bờ được dập tắt lúc 11 giờ 00, cho phép tiến hành đổ bộ thiết bị và tiếp liệu trong trật tự, chiếc tàu hộ tống khu trục chuyển sang hoạt động tuần tra phòng không bảo vệ cho các tàu vận tải tại khu vực vận chuyển.
Đến chiều tối hôm đó, Abercrombie lên đường hộ tống đoàn tàu vận tải quay trở lại Biak thuộc quần đảo Schouten ngang qua Leyte. Từ đây nó tiếp tục hộ tống các đoàn tàu vận tải đưa lực lượng và thiết bị sang Mindoro thuộc Philippines. Sau đó nó đi đến Ulithi thuộc quần đảo Caroline để nghỉ ngơi và bảo trì, rồi quay trở lại Leyte để chuẩn bị cho chiến dịch đổ bộ tiếp theo tại khu vực quần đảo Ryūkyū.

#### Trận Okinawa
Trong thành phần Đội đặc nhiệm 51.1 của Lực lượng tấn công phía Tây, Abercrombie khởi hành từ Leyte vào ngày 21 tháng 3. Đơn vị này có nhiệm vụ chiến đóng Kerama Retto, một nhóm đảo nhỏ về phía Tây Okinawa, sẽ được lực lượng đổ bộ sử dụng làm nơi neo đậu hạm đội, tiếp liệu và sửa chữa tạm thời. Vì vậy nó tham gia vào Chiến dịch Iceberg một tuần sớm hơn phần lớn lực lượng đổ bộ. Trong suốt năm ngày, nó đã tuần tra phòng không và chống tàu ngầm bảo vệ cho tàu chiến của đội đặc nhiệm, rồi đến ngày 1 tháng 4 lại chuyển sang bảo vệ cho cuộc đổ bộ chính lên Okinawa. Nó trải qua năm ngày tiếp theo đánh trả máy bay và tàu ngầm đối phương để bảo vệ cho hạm đội.
Rời khu vực Ryūkyū vào ngày 5 tháng 4, Abercrombie hộ tống cho Đơn vị Đặc nhiệm 51.29.4 rút lui về quần đảo Mariana. Nó ghé đến Saipan từ ngày 9 đến ngày 11 tháng 4, rồi cùng tàu khu trục Mustin (DD-413) lên đường đi Ulithi và ở lại đây qua đêm 12-13 tháng 4, trước khi lên đường hộ tống cho Đội đặc nhiệm 55.8 quay trở lại khu vực Okinawa, đến nơi vào ngày 17 tháng 4.
Trong suốt hai tháng tiếp theo, Abercrombie hoạt động tại khu vực quần đảo Ryūkyū trong nhiều vai trò khác nhau, trong đó tuần tra phòng không là nhiệm vụ khó khăn và quan trọng nhất. Nó đã phục vụ như cột mốc radar tại các trạm canh phòng bố trí chung quanh Okinawa nhằm cảnh báo sớm các đợt không kích của đối phương. Con tàu đã đụng độ với máy bay đối phương ít nhất 16 lần, bắn rơi hai máy bay đối phương và trợ giúp cho việc tiêu diệt thêm hai chiếc khác. Ngoài ra nó còn tuần tra chống tàu ngầm, tìm kiếm và giải cứu những phi công bị bắn rơi, và hộ tống các đoàn tàu vận tải.
Vào ngày 14 tháng 6, Abercrombie hộ tống cho Đơn vị Đặc nhiệm 31.29.8 quay trở về quần đảo Mariana, đi đến Saipan bốn ngày sau đó và ở lại căn cứ này cho đến hết tháng 6 để được bảo trì và nghỉ ngơi. Nó lên đường vào ngày 1 tháng 7 để di chuyển độc lập sang Okinawa, đến nơi vào ngày 4 tháng 7, rồi cùng Lực lượng Đặc nhiệm 32 lên đường hai ngày sau đó để gia nhập Đệ Tam hạm đội cho chiến dịch đánh phá các đảo chính quốc Nhật Bản. Con tàu làm nhiệm vụ hộ tống chống tàu ngầm bảo vệ cho các tàu chiến chủ lực trog suốt ba tuần lễ tiếp theo, cũng như phá hủy các quả thủy lôi trôi nổi trên biển. Nó quay trở lại Okinawa vào ngày 31 tháng 7 để hoạt động tuần tra phòng không và chống tàu ngầm.
Rời Okinawa vào ngày 8 tháng 8, Abercrombie hướng sang Leyte, Philippines, đi đến vịnh San Pedro vào ngày 11 tháng 8. Trong khi con tàu được bảo trì tại đây, Nhật Bản chấp nhận đầu hàng vào ngày 15 tháng 8, giúp chấm dứt vĩnh viễn cuộc xung đột. Nó lên đường vào ngày 20 tháng 8 để quay trở lại Okinawa, rồi đến ngày 9 tháng 9 đã hộ tống một đoàn tàu đưa lực lượng chiếm đóng hướng sang Triều Tiên, đi đến Jinsen (nay là Inchon) vào ngày 15 tháng 9, rồi lên đường hai ngày sau đó để quay trở về Okinawa. Nó ở lại Okinawa từ ngày 19 đến ngày 22 tháng 9 trước khi hướng sang Nhật Bản, đi đến Wakayama trên đảo Honshū vào ngày 24 tháng 9. Nó tham gia nhiệm vụ chiếm đóng trong sáu tuần lễ tiếp theo, rồi lên đường vào ngày 4 tháng 11 để quay trở về Hoa Kỳ ngang qua Trân Châu Cảng. Sau khi về đến San Pedro, California vào ngày 21 tháng 11, con tàu được chuẩn bị để ngừng hoạt động.

### 1946
Abercrombie được cho xuất biên chế tại vào ngày 15 tháng 6, 1946, và được đưa về Hạm đội Dự bị Thái Bình Dương, neo đậu tại San Diego và sau đó được chuyển đến Bremerton, Washington vào giữa thập niên 1950. Tên nó được cho rút khỏi danh sách Đăng bạ Hải quân vào ngày 1 tháng 5, 1967. Con tàu được kéo trở lại San Diego vào tháng 11, rồi bị loại bỏ như một mục tiêu thực hành ngoài khơi San Diego, California vào ngày 7 tháng 1, 1968, khi bị đánh chìm bởi hải pháo, tên lửa và máy bay của đội tác chiến tàu sân bay USS Bon Homme Richard.

## Phần thưởng
Abercrombie được tặng thưởng bốn Ngôi sao Chiến trận do thành tích phục vụ trong Thế Chiến II.
|                                                       |  |  |
| Bronze star · Bronze star · Bronze star · Bronze star |  |  |

| Huân chương Chiến dịch Hoa Kỳ                                           |                                      |                                   |
| Huân chương Chiến dịch Châu Á-Thái Bình Dương với 4 Ngôi sao Chiến trận | Huân chương Chiến thắng Thế Chiến II | Huân chương Giải phóng Philippine |